# The End (Club)
The End war ein Club der elektronischen Tanzmusik in London-West End, der von 1995 bis 2009 bestand.
Das Gebäude war ein ehemaliger Pferdestall der Royal Mail und wurde Ende 1995 von den DJs Layo Paskin (Layo & Bushwacka) und Mr C (The Shamen) eröffnet. Es etablierte sich der Freitag mit Drum and Bass/Break-Abenden und der Samstag mit Techno/House-Partys. Zusätzlich gab es Sonderöffnungstage, After-Hours oder Konzerte. Wiederkehrende DJs waren Laurent Garnier, Sven Väth, Richie Hawtin, Erol Alkan, Roni Size oder Fatboy Slim.
Das DJ Magazine zählte den Club zu den besten der Welt.